# Tony O’Reilly
Sir Anthony Joseph Francis Kevin „Tony“ O’Reilly AO (* 7. Mai 1936 in Dublin, Irland; † 18. Mai 2024 ebenda) war ein irischer Rugby-Union-Spieler und später ein erfolgreicher Unternehmer. Forbes führte ihn jahrelang als einen der reichsten Menschen der Welt.

## Leben
O’Reilly ging auf das Belvedere College in Dublin und studierte später Jura am University College. Er gab bereits im Alter von 18 Jahren sein Debüt für die irische Rugby-Union-Nationalmannschaft. Nach vier Länderspielen wurde er 1955 in die Reihen der British and Irish Lions für deren Südafrika-Tour aufgenommen. Kurz nach seinem 19. Geburtstag brach er den Rekord für erzielte Versuche im Trikot der Lions. Er legte in 15 Spielen 16 Versuche, darunter zwei in den Testspielen gegen die Springboks. Vier Jahre später, als die Auswahlmannschaft nach Australien und Neuseeland reiste, gehörte er erneut zu den erfolgreichsten Spielern der Tour mit 22 Versuchen in 24 Spielen. Vier davon legte er gegen die All Blacks. 1963 beendete er seine Karriere als Rugbyspieler, kehrte 1970 aber für ein Spiel zurück.
Nach seiner Spielerkarriere arbeitete O’Reilly als Berater für verschiedenste Firmen in Irland. An der University of Bradford erwarb er 1980 einen Ph.D. in Agrarmarketing. 1962 war er bereits Mitglied des Irish Dairy Board, der Marketingorganisation der irischen Milchwirtschaft. Er entwickelte dort die Marke Kerrygold. 1966 leitete er die Irish Sugar Company. Drei Jahre später machte er sich einen Namen als Manager einer internationalen Firma, als er seine Arbeit bei der Heinz Company begann. Nach zwei Jahren wurde er dort zum Vizepräsidenten, weitere zwei Jahre später bereits zum Vorsitzenden. 1987 war er letztlich der Nachfolger von Henry John Heinz II und damit der erste Geschäftsführer, der nicht aus der Familie Heinz kam. 1998 trat er von diesem Posten zurück.
Bereits 1973 hatte O’Reilly die Independent Newspapers in Dublin gekauft. Er erweiterte das Spektrum des Unternehmens und erreichte damit auch Märkte außerhalb Irlands. In den 1990er Jahren kaufte er Zeitschriften, Radiosender sowie Telekommunikationsunternehmen in Südafrika, Australien und Neuseeland. Zudem investierte er in die Unternehmen Fitzwilton und Waterford Wedgwood. Diese letzten Investitionen brachten ihm jedoch Schulden ein.
Im Jahr 2001 wurde O’Reilly von Königin Elisabeth II. zum Ritter geschlagen und trug seitdem den Titel „Sir“. Er war mit Chryss O’Reilly verheiratet. Er gründete die O’Reilly Foundation, die sich für verschiedenste Zwecke im Bildungssektor einsetzt. Unter anderem finanzierte die Stiftung zahlreiche Bibliotheken und Universitätsprojekte in Irland.
2009 trat er von seinen Posten bei der Independent News & Media zurück. Sein Sohn Gavin übernahm die Leitung.
Er war der Patenonkel des Springreiters Cian O’Connor.
O’Reilly starb im Mai 2024 im Alter von 88 Jahren nach kurzer Krankheit in Dublin.